# James Purefoy
James Brian Mark Purefoy (* 3. června 1964 Taunton, Somerset, Spojené království) je britský herec. Proslavil se rolemi Marca Antonia v seriálu Řím, Joa Carrolla v seriálu Stoupenci zla nebo rolí Solomona Kana ve stejnojmenném filmu. V roce 2018 byl obsazen do role Laurense Bancrofta v seriálu Půjčovna masa.
Narodil se v Somersetu a chodil na chlapeckou soukromou školu Sherborne School a poté na hereckou školu Central School of Speech and Drama. Už od osmdesátých let se objevuje v televizních seriálech a filmech, jak ve Spojeném království, tak i ve Spojených státech amerických.

## Osobní život
S herečkou Holly Aird má syna Josepha (narozeného v roce 1997). Též má dceru Rose (narozenou v roce 2012) a dva syny Neda a Kita, (narozené v roce 2017) s producentkou a režisérkou dokumentárních filmů Jessicou Adams, s níž se v roce 2014 oženil.
Je fanouškem fotbalového týmu Yeovil Town FC.

## Filmografie

### Film
| Rok  | Název                         | Role                       | Poznámky             |
| ---- | ----------------------------- | -------------------------- | -------------------- |
| 1995 | Červencová slavnost           | Jedd Wainwright            |                      |
| 1997 | Druhá šance pro lásku         | Joe                        |                      |
| 1998 | Ložnice a kuloáry             | Brendan                    |                      |
| 1999 | Mansfieldské sídlo            | Tom Bertram                |                      |
| 1999 | Drsný holky                   | Daniel                     |                      |
| 2000 | Lighthouse                    | Richard Spader             |                      |
| 2000 | Možná, miláčku                | Carl Phipps                |                      |
| 2000 | The Wedding Tackle            | Hal                        |                      |
| 2001 | Domani                        | Andrew Spender             |                      |
| 2001 | Příběh rytíře                 | Edward/Sir Thomas Colville |                      |
| 2002 | Resident Evil                 | Spence Parks               |                      |
| 2003 | Photo Finish                  | James                      |                      |
| 2004 | Legenda o Jiřím a drakovi     | George                     |                      |
| 2004 | Posedlá                       | Craig Howard               |                      |
| 2004 | Jarmark marnosti              | plukovník Rawdon Crawley   |                      |
| 2005 | V jako Vendeta                | V                          | neuveden v titulcích |
| 2006 | Goose on the Loose            | Kenneth Donnelly           |                      |
| 2008 | Lena: The Bride of Ice        | doktor Harper              |                      |
| 2010 | Solomon Kane                  | Solomon Kane               |                      |
| 2011 | Ironclad                      | Marshall                   |                      |
| 2012 | John Carter: Mezi dvěma světy | Kantos Kan                 |                      |
| 2013 | Wicked Blood                  | Wild Bill                  |                      |
| 2015 | Hybná síla                    | pan Washington             |                      |
| 2015 | High-Rise                     | Pangbourne                 |                      |
| 2016 | Rovnost                       | Michael Connor             |                      |
| 2017 | Churchill                     | král Jiří VI.              |                      |
| 2017 | Mezihra v Praze               | baron Saloka               |                      |
| 2019 | Rybář a přátelé               | Jim                        |                      |

### Televize
| Rok       | Název                             | Role                                            | Poznámky                                                          |
| --------- | --------------------------------- | ----------------------------------------------- | ----------------------------------------------------------------- |
| 1990      | Coasting                          | Mike Baker                                      | hlavní role                                                       |
| 1991      | Z deníku Sherlocka Holmese        | James McCarthy                                  | díl: „Záhada Boscombského údolí“                                  |
| 1991      | Boon                              | Alan Bridges                                    | díl: „Houseguests“                                                |
| 1992      | Bye Bye Baby                      |                                                 | televizní film                                                    |
| 1992      | The Cloning of Joanna May         | Oliver                                          | televizní film                                                    |
| 1992      | Angels                            | Victor                                          | televizní film                                                    |
| 1993      | Calling the Shots                 | Brian Summers                                   | televizní film                                                    |
| 1993      | Rides                             | Julian                                          | 4 díly                                                            |
| 1993      | Crime Story                       | Darius Guppy                                    | díl: „The Prince“                                                 |
| 1995      | Tears Before Bedtime              | Jimmy Turner                                    |                                                                   |
| 1995      | Sharpův meč                       | kapitán Jack Spears                             | televizní film                                                    |
| 1996      | The Tide of Life                  | Nick Stuart                                     | televizní minisérie                                               |
| 1996      | The Tenant of Wildfell Hall       | pan Lawrence                                    | televizní minisérie                                               |
| 1996      | The Prince and the Pauper         | Miles Hendon                                    |                                                                   |
| 1997      | Jak si usteleš...                 | Ben                                             | televizní film                                                    |
| 1997      | Bright Hair                       | David Miles                                     | televizní film                                                    |
| 1997      | A Dance to the Music of Time      | Nicholas Jenkins                                | televizní minisérie                                               |
| 2000      | Don Quijote                       | Sansón Carrasco                                 | televizní film                                                    |
| 2000      | Metropolis                        | Nathan                                          | televizní minisérie                                               |
| 2003      | Casterbridgeský starosta          | Donald Farfrae                                  | televizní film                                                    |
| 2005      | Černovous                         | Edward Teach/Černovous                          | televizní film                                                    |
| 2005–07   | Řím                               | Marcus Antonius                                 | hlavní role                                                       |
| 2006      | Beau Brummell – okouzlující muž   | Beau Brummell                                   | televizní film                                                    |
| 2007      | Manchild                          | Joe                                             | televizní film                                                    |
| 2007      | Frankenstein                      | doktor Henry Clerval                            | televizní film                                                    |
| 2008      | Obchod se smrtí                   | Thom Lightstone                                 | televizní film                                                    |
| 2009      | Diamanty                          | Lucas Denmont                                   | televizní film                                                    |
| 2009      | The Philanthropist                | Teddy Rist                                      | hlavní role                                                       |
| 2011      | Camelot                           | král Lot                                        | díly: „Homecoming“, „The Sword and the Crown“, „Lady of the Lake“ |
| 2011      | Injustice                         | William Travers                                 | televizní minisérie                                               |
| 2011      | Rev.                              | Richard                                         | díl: „#2.6“                                                       |
| 2011      | Pomsta                            | Dominik Wright                                  | díly: „Doubt“, „Justice“                                          |
| 2012      | V kruhu koruny: Richard II.       | Thomas Mowbray                                  | televizní film                                                    |
| 2012      | Epizody                           | Rob                                             | 4 díly                                                            |
| 2013–15   | Stoupenci zla                     | Joe Carroll                                     | hlavní role, 30 dílů                                              |
| 2016–18   | Hap & Leonard                     | Hap Collins                                     | hlavní role                                                       |
| 2016      | Kořeny                            | John Waller                                     | televizní minisérie                                               |
| 2016      | Lovci trolů od Guillerma Del Toro | odvážný Kanjigar                                | animovaný seriál, dabing, nahradil Toma Hiddlestona               |
| 2018      | Půjčovna masa                     | Laurens Bancroft                                | hlavní role, 10 dílů                                              |
| 2019      | Sexuální výchova                  | Remi Milburn                                    | vedlejší role                                                     |
| 2019      | 3Below: Tales of Arcadia          | odvážný Kanjigar                                | animovaný seriál, dabing, 2 díly                                  |
| 2020–2022 | Pennyworth                        | Captain Gulliver "Gully" Troy / Captain Blighty | hlavní role (od 2. série)                                         |
| 2021      | Čas čarodějnic                    | Philippe de Clermont                            | 2 díly (2. řada)                                                  |
| 2022      | Marie Antoinetta                  | Ludvík XV.                                      | hlavní role                                                       |
| 2023      | Můj přítel Monk: Poslední případ  | Rick Eden                                       | televizní film                                                    |